# 香港小輪
香港小輪（集團）有限公司（英語：Hong Kong Ferry (Holdings) Co. Ltd.，港交所：50）隸屬於恆基兆業，於1923年成立的油蔴地小輪為集團的創始成員。1989年，該集團重整架構，將控股公司易名為「香港小輪（集團）有限公司」。 根據官方資料，在2005年12月31日，恆基兆業擁有香港小輪31.33%股權。
集團主要業務包括房地產發展及投資；渡輪、船塢及相關業務；旅遊及酒店，醫學美容業務\。
油蔴地小輪於2000年1月停辦客運渡輪業務，並把有關業務轉交新世界第一渡輪接辦，現時的渡輪業務包括危險品汽車渡輪服務、觀光遊覽船及燃油貿易。
2022年8月13日香港小輪集團成立輕醫美品牌AMOUR，作為集團拓展醫學美容業務的第一步。同時，AMOUR輕醫美中心今日開幕，位於尖沙咀美麗華廣場，佔地12,000呎並特設男士專區，品牌定位為高端美容服务

## 物業發展
- 大角嘴港灣豪庭
- 大角嘴新港豪庭
- 大角嘴亮賢居
- 油塘嘉賢居
- 粉嶺聯和墟逸峯[1]
- 深水埗通州街208號海柏匯
- 深水埗通州街280號映岸
- 紅磡城中匯
- 屯門帝御

## 附屬公司
- 香港油蔴地小輪船有限公司

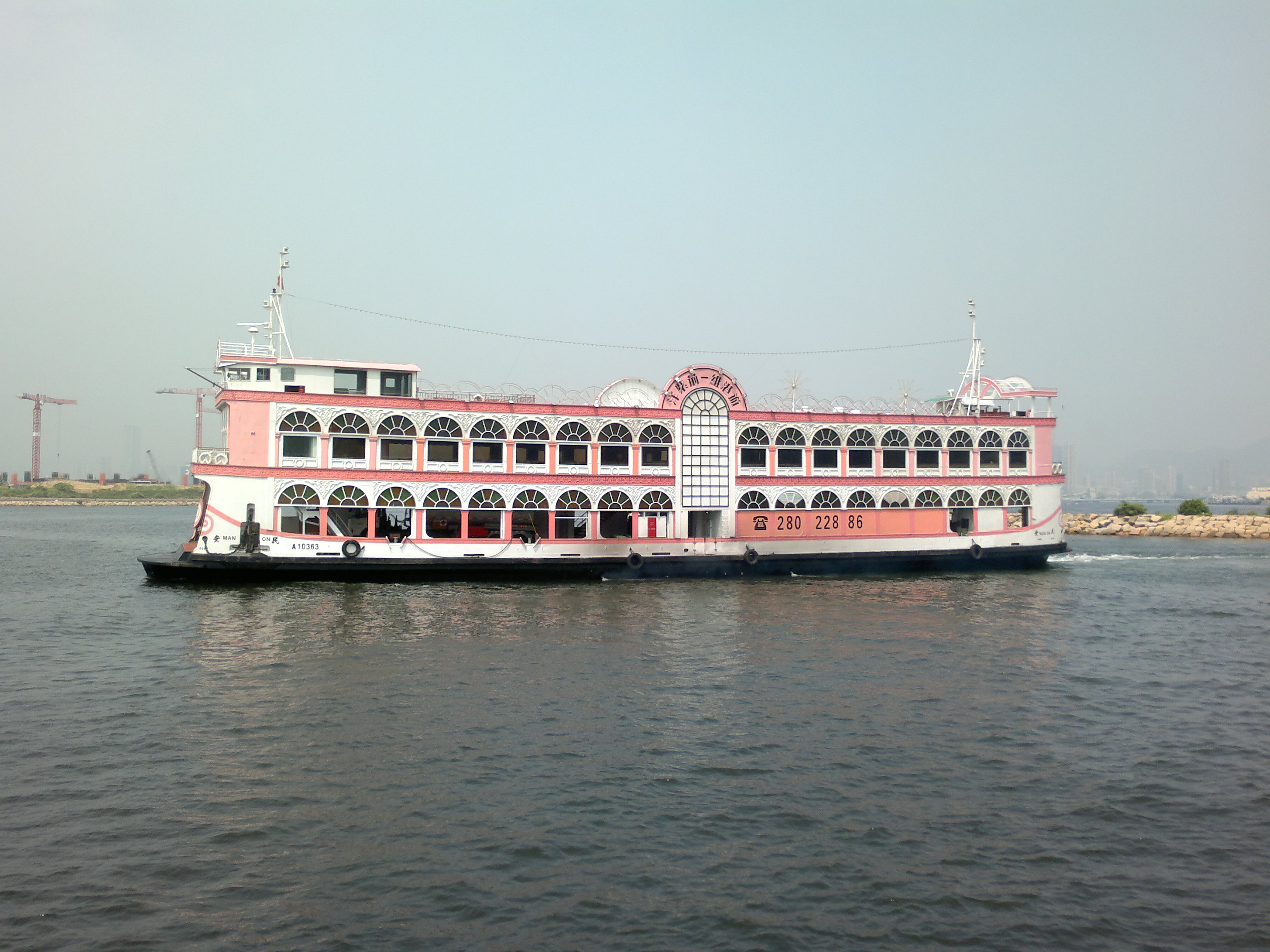
由汽車渡輪改裝而成的洋紫荊 - 維港遊船隻

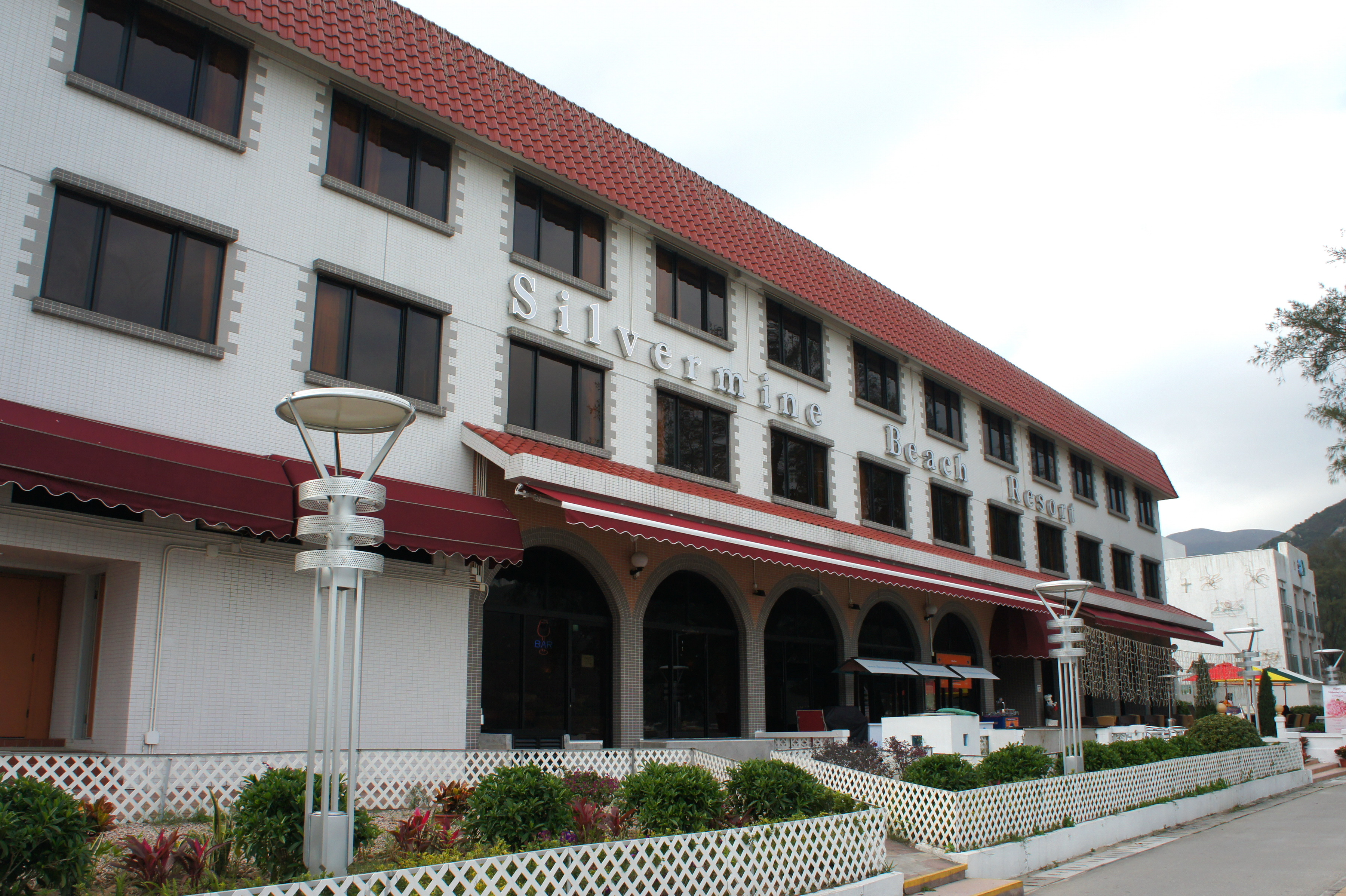
銀礦灣酒店

- 洋紫荊 - 維港遊（集團自1998年起將汽車渡輪改裝成多功能觀光船。船隊成員包括「民安」、「民樂」、「民儉」及「民富」號四艘，每艘皆可容納逾350位賓客作不同類型的活動。）
- 油蔴地旅遊
- 香港船廠有限公司
- 港輪貿易投資有限公司
- 油蔴地物業管理及代理有限公司
- 發時發展有限公司
- 港輪超級市場（已於1996年出售予廣南集團，其後因廣南案於2001年結業）
- 銀礦灣酒店（已於2011年5月以2.8億元出售予Daily Treasure）[2]

## 外部連結
- 香港小輪（集團）有限公司 （页面存档备份，存于）